# Мануковский, Николай Фёдорович
Николай Фёдорович Мануковский (15 октября 1926, с. 2-я Усмань, Воронежская обл. — 28 сентября 1995) — один из инициаторов комплексной механизации сельскохозяйственного производства, Герой Социалистического Труда (1959).

## Биография
В 1942—1958 годы работал трактористом колхоза имени Кирова Новоусманского района Воронежской области.
Член ВКП(б)/КПСС с 1951 года.
В 1956 году вместе с помощником полностью механизировал выращивание кукурузы и получил по 375 ц зелёной массы с 1 га на площади 130 га, в 1958 — по 412 ц/га зелёной массы, в том числе по 96 ц/га початков молочно-восковой спелости на площади 200 га.
Кроме того, с 1958 года начал применять механизацию при возделывании подсолнечника (на участке 40 га), а в 1959 году - в животноводстве.
С 1959 г. бригадир комплексной (животноводческо-полеводческой) бригады колхоза имени Кирова (с 1969 совхоз «Кировский»).
В бригаде (1972) 2910 га посевной площади, 1621 голов крупного рогатого скота, в том числе 610 коров; 3500 свиней. Урожайность зерновых (в ц с 1 га): в 1968 — 26,8, в 1969 — 24,7, в 1970 — 27, в 1971 — 26.
Делегат 21-23-го съездов КПСС. На 22-м съезде избирался членом ЦК КПСС.
Депутат Верховного Совета РСФСР 5-6-го созывов. Член Президиума Верховного Совета РСФСР 6-го созыва. 

## Награды
- Герой Социалистического Труда[1] (25 декабря 1959)[2]
- два ордена Ленина[1] (25 декабря 1959, 23 июня 1966)

Также был награжден двумя другими орденами, медалью и большой золотой медалью Всесоюзной сельскохозяйственной выставки.